# SS Лебедя

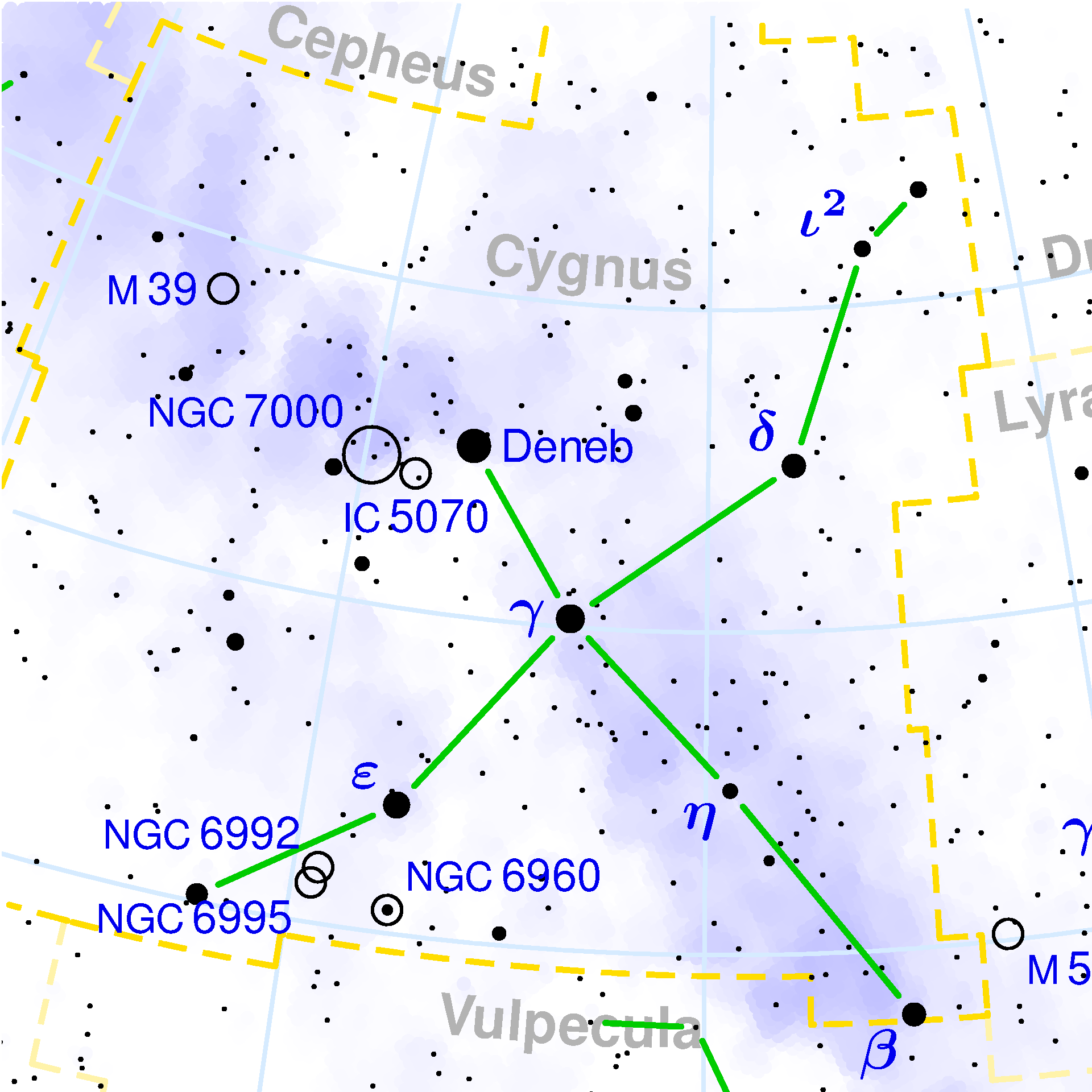
Карта сузір'я Лебедя (Cygnus)

SS Лебедя — найяскравіша карликова нова і друга відкрита (після U Близнюків), Луізою Д.Уельсм(Louisa D. Wells) у обсерваторії Гарвардського коледжу в 1896 році. Зоря є прототипом змінних зірок типу SS Лебедя та одної з найспостережуваніших змінних. Вона знаходиться на відстані від Землі близько 90 світлових років у сузір'ї Лебедя і складається з оранжевого карлика масою 0,6 М⊙ та білого карлика масою 0,4 М⊙, що обертаються один навколо одного з періодом 6h 38m, схилення орбіти близько 50 градусів.
Три чверті часу SS Лебедя демонструє дуже слабкі коливання блиску на рівні приблизно 12,2m зоряної величини, але раптово вона починає збільшувати світність та сягає яскравості аж до 8,3m впродовж приблизно однієї доби. Спалах продовжується від одного до двох тижнів і повторюється на характерному інтервалі від 4 до 10 тижнів з середнім часом між спалахами 54 доби. Крім того, існують випадкові аномальні спалахи широкої та симетричної форми на кривій блиску, які демонструють повільне зростання і таке ж повільне спадання. Хоча зоря зазвичай генерує характерні спалахи з моменту її відкриття, однак в період з 1907 по 1908 рік, зоря не генерувала жодного спалаху, і демонструвала лише незначні зміни блиску.

SS Лебедя у спалаху та спокійному стані